# Polyrhachis dolichocephala
Polyrhachis dolichocephala är en myrart som beskrevs av Hugo Viehmeyer 1914. Polyrhachis dolichocephala ingår i släktet Polyrhachis och familjen myror. Inga underarter finns listade i Catalogue of Life.